# Fiat Multipla
Fiat Multipla je osobní automobil MPV italského výrobce automobilů Fiat. Automobil vyráběný v letech 1998 až 2010 je určen zejména početnějším rodinám. V nárazových testech EURO-NCAP obdržel tři hvězdičky.

## Návrh

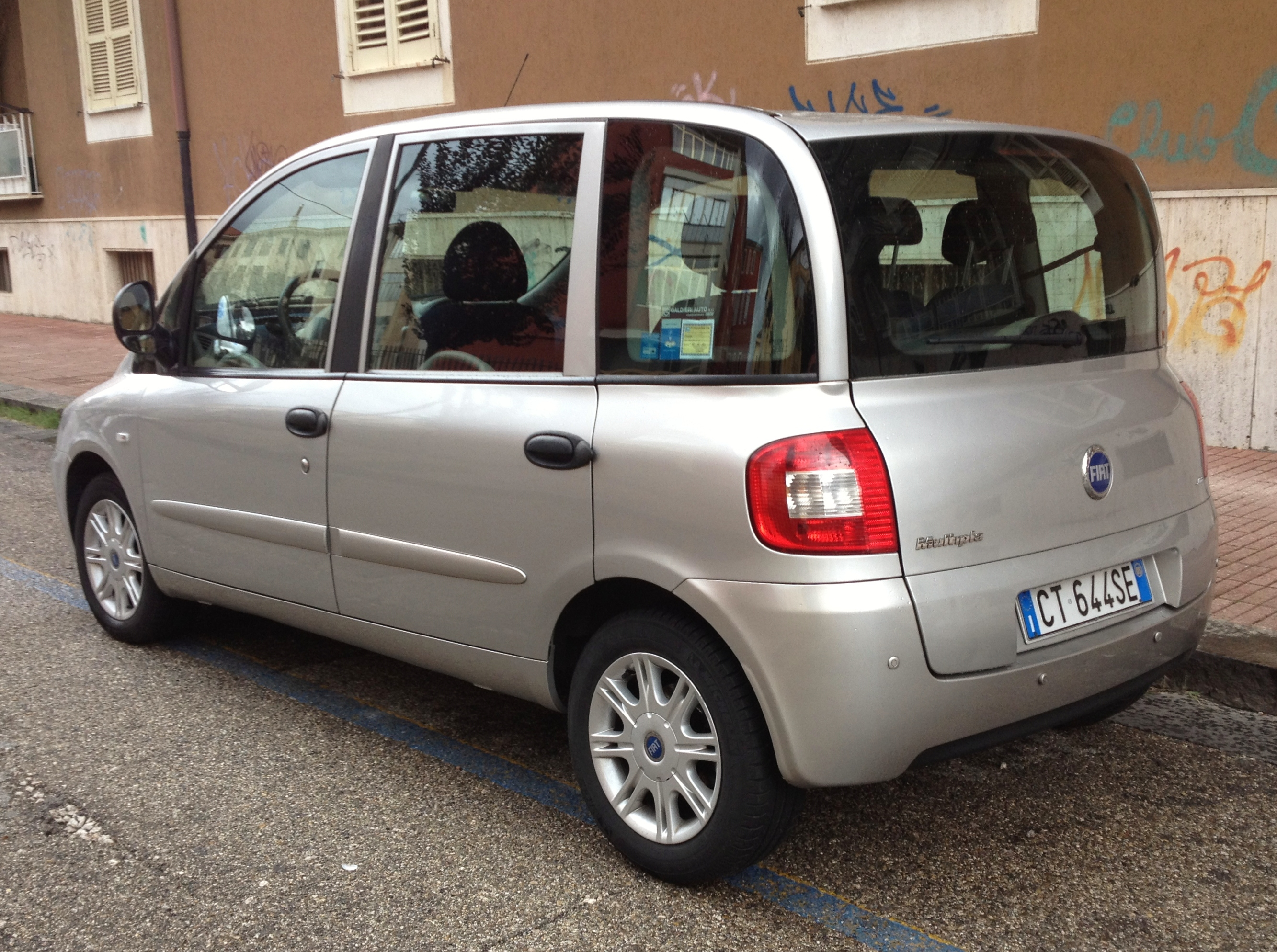
Fiat Multipla - zadní pohled

Slovo Multipla (italsky vícenásobný nebo několikanásobný) použil Fiat k označení šestimístné verze Fiatu 600 s jednoprostorovou karoserií představené v roce 1956. O čtyřicet let později zdědilo toto označení moderní MPV s originálním designem a uspořádáním sedadel do dvou řad po třech. Umístění řadicí páky na střední konzolu blízko volantu spolu s ukotvením prostředního sedadla přední řady poněkud vzadu poskytlo dost místa pro nohy a ramena.
Po modernizaci vozu v roce 2004 se stal tvar přední části Multiply konvenčnější, nicméně uspořádání interiéru zůstalo zachováno.

## Ocenění
V roce 1999 byl Fiat Multipla vystaven v Museum of Modern Art (MOMA) v New Yorku na výstavě „Different Roads - Automobilex for Next Century“ jako ukázka výjimečného designu. 
V roce 1999 rovněž zvítězil v soutěži „Top Gear Car of the Year“ a v letech 2001–2004 byl čtyřikrát po sobě zvolen jako nejlepší rodinný automobil (Family Car of the Year) časopisu Top Car Magazine. 
Automobil Fiat Multipla získal v roce 2002 ocenění UCEM (Ugliest Car Ever Made) „nejošklivější auto všech dob“ prestižního Britského motoristického magazínu AutoCar.

## Motory

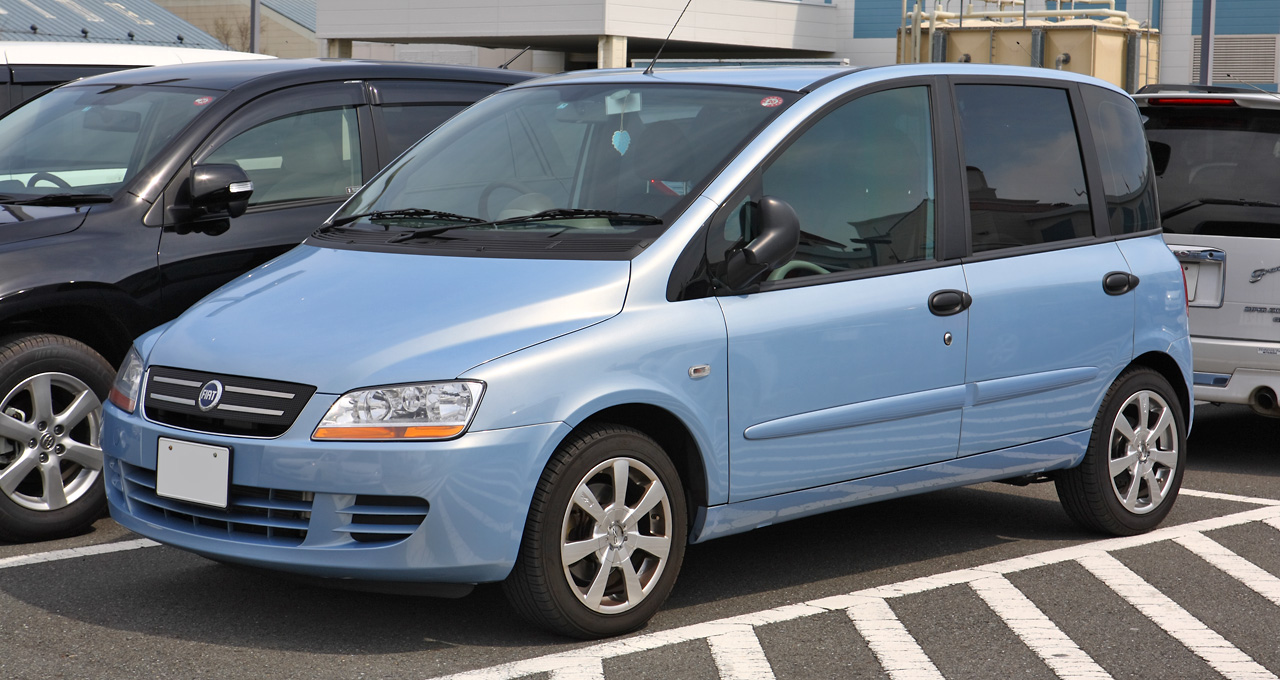
Multipla II vyráběná od roku 2004

Pro Fiat Multipla jsou určeny tři motory – benzinový čtyřválec 1,6 16V, benzinový čtyřválec 1,6 16V natural power (+zemní plyn) a čtyřválcový turbodiesel 1,9, který byl postupně ve verzi JTD 77kW, 81kW, 83kW, 85kW a nakonec Multijet 88kW.
| Model                | 1,6 16V          | 1,6 16V natural power                               | 1,9 Multijet     |
| -------------------- | ---------------- | --------------------------------------------------- | ---------------- |
| Uspořádání válců     | 4 v řadě         | 4 v řadě                                            | 4 v řadě         |
| Druh motoru          | benzínový        | benzínový + zemní plyn                              | turbodiesel      |
| Objem (cm³)          | 1.596            | 1.596                                               | 1.910            |
| Výkon (kW)           | 76 při 5750 ot.  | benzín 76 při 5750 ot./ zem. plyn 68 při 5750 ot.   | 88 při 4000 ot.  |
| Kroutící moment (Nm) | 145 při 4000 ot. | benzín 145 při 4000 ot./ zem. plyn 130 při 4000 ot. | 255 při 2000 ot. |
| Nejvyšší rychlost    | 170 km/h         | benzín 168 km/h / zem. plyn 157 km/h                | 178 km/h         |
| Zrychlení 0–100 km/h | 12,6 s           | benzín 13,5 s/ zem. plyn 16,0 s                     | 12,1 s           |
| Kombinovaná spotřeba | 8,6 l/100 km     | benzín 9,1 l/100 km / zem. plyn 9,0 m³              | 6,5 l/100 km     |
| Emise CO2            | 204 g/km         | benzín 214 g/km / zem. plyn 161 g/km                | 173 g/km         |
| Hmotnost             | 1375 kg          | 1545 kg                                             | 1445 kg          |